# GaLaBau Nürnberg
Die GaLaBau ist eine internationale Fachmesse für den Garten- und Landschaftsbau, die Pflege und den Bau von Grün- und Freiflächen, Sportplätzen, Golfanlagen und Spielplätzen. Sie wird seit 1974 im zweijährlichen Turnus von der Nürnberg Messe im Nürnberger Messezentrum veranstaltet. Der ideelle Träger der GaLaBau ist der Bundesverband Garten-, Landschafts- und Sportplatzbau mit Sitz in Bad Honnef. 

## Aussteller und Besucher
Nach eigener Aussage bietet die GaLaBau als einzige Fachmesse weltweit das gesamte Angebotsspektrum der Branche ab. 2016 verzeichnete die GaLaBau 1.320 Aussteller, davon 336 aus dem Ausland. Damit blieb die Ausstellerzahl konstant; der Anteil internationaler Aussteller stieg von 23 auf 25 % an. Es kamen 64.138 Fachbesucher zur Veranstaltung. Mit den Themenbereichen Golf und Playground bot die GaLaBau zwei Fachteile.
2024 feierte die Messe ihr 25-jähriges Jubiläum, mit 1.100 ausstellenden Unternehmen aus 33 Ländern und über 66.000 Besuchern.

## Rahmenprogramm
2014 fand erstmals GaLaBau-Praxisforum „Planung und Wissen kompakt“ statt, das Landschaftsarchitekten praxisnahes Wissen vermitteln soll.
Bei der Messe findet außerdem der deutsche Berufswettbewerb „Landschaftsgärtner-Cup“ statt. Dabei treten junge Landschaftsgärtner in Zweierteams an, um sich für eine Teilnahme an der internationalen Berufsweltmeisterschaft „WorldSkills“ zu qualifizieren.